# Hubert Meyer
Hubert Meyer (5 de diciembre de 1913 - 16 de noviembre de 2012) fue un comandante alemán de las SS durante la era nazi y un activista de postguerra. En la II Guerra Mundial, Meyer sirvió en las Waffen-SS y ocupó puestos júnior con la Leibstandarte SS Adolf Hitler; por breve tiempo comandandó la División SS Hitlerjugend en 1944. Después de la guerra, se hizo activista en el HIAG, un grupo lobby negacionista de antiguos miembros de las Waffen-SS, y fue el último presidente del HIAG antes de la disolución del grupo en 1992. 

## Carrera en las SS
Nacido en 1913, Meyer se unió a las SS en 1933; en 1937 Meyer fue colocado en la Leibstandarte SS Adolf Hitler (LSSAH). Participó en la invasión de Polonia, la invasión de los Países Bajos y la invasión de Francia, y la Operación Barbarroja. En febrero de 1943 se le dio el mando de un regimiento y participó en la Tercera batalla de Járkov. Se le concedió la Cruz Alemana en Oro el 6 de mayo de 1943. En septiembre de 1943 Meyer se graduó del curso de oficial del Estado Mayor General y fue asignado a la 12.ª División Panzer SS Hitlerjugend. Después de que el comandante divisional Kurt Meyer fuera capturado el 6 de septiembre de 1944, Hubert Meyer tomó el mando temporal de la división hasta el 24 de octubre de 1944.
En los años después de la guerra, Meyer "tomó parte repetidamente en estudios en el campo de batalla con veteranos británicos, canadienses y estadounidenses en Normandía y las Ardenas."

## Actividades con el HIAG
Iniciándose en la década de 1950, Meyer estuvo activo en la HIAG, un grupo lobby negacionista fundado por antiguos miembros de alto rango de las Waffen-SS en 1951 en Alemania Occidental. Meyer fue el último presidente del HIAG antes de que la organización fuera disuelta en 1992.

## Historia divisional
Por un periodo de 14 años, Meyer escribió un libro de dos volúmenes: Kriegsgeschichte der 12 SS-Panzerdivision "Hitlerjugend", que fue publicado por Munin Verlag en 1982. (Munin Verlag[de] era propiedad de HIAG.) "Muchos soldados sobrevivientes de esta División, de todos los rangos, han colaborado en la producción de este libro." El libro utilizó diarios de guerra de los ejércitos alemán, británico, canadiense y de EE. UU. Meyer intentó ser objetivo, pero fue no obstante selectivo en la forma en que presentó su división. El libro es rico en términos de material histórico. El libro fue descrito como "muy bueno y claramente recomendable", y elogiado por "la exhaustiva investigación en los registros de bajas sufridas por la división". Los dos volúmenes fueron traducidos al inglés y publicados en un único volumen de tapa dura en 1994 como The History of the 12.SS-Panzerdivision Hitlerjugend por J.J. Fedorowicz Publishing. Fue publicado en dos volúmenes de bolsillo por Stackpole Books en 2005 como The 12th SS: The History of the Hitler Youth Panzer Division. La edición de Fedorowicz es de 401 páginas (sin incluir 20 páginas de mapas). La edición de Stackpole editions es de 580 y 604 páginas.